# Дархіта
Дархіта (рос. Дархита) — улус Заіграєвського району, Бурятії Росії. Входить до складу Сільського поселення Новоіллінське.
Населення — 256 осіб (2015 рік).